# Creston (Iowa)
Creston ist eine Stadt (mit dem Status „City“) und Verwaltungssitz des Union County im US-amerikanischen Bundesstaat Iowa. Im Jahr 2010 hatte Creston 7834 Einwohner, deren Zahl sich bis 2013 auf 7887 erhöhte. Das U.S. Census Bureau hat bei der Volkszählung 2020 eine Einwohnerzahl von 7.536 ermittelt.

## Geografie
Creston liegt im mittleren Südwesten Iowas im Quellgebiet des Platte River, einem linken Nebenfluss des Missouri. Die Grenze zum benachbarten Bundesstaat Missouri verläuft 56 km südlich. Rund 130 km westlich von Creston bildet der Missouri die Grenze Iowas zu Nebraska.
Die geografischen Koordinaten von Creston sind 41°03′31″ nördlicher Breite und 94°21′41″ westlicher Länge. Das Stadtgebiet erstreckt sich über eine Fläche von 13,6 km² und gehört keiner Township an.
Nachbarorte von Creston sind Afton (16,4 km ostsüdöstlich), Thayer (28,6 km in der gleichen Richtung), Arispe (24,7 km südöstlich), Shannon City (26,4 km südsüdöstlich), Cromwell (10,2 km westsüdwestlich), Prescott (24,7 km in der gleichen Richtung) und Orient (20,4 km nordnordwestlich).
Die nächstgelegenen größeren Städte sind Iowas Hauptstadt Des Moines (115 km nordöstlich), Iowas frühere Hauptstadt Iowa City (297 km ostnordöstlich), Cedar Rapids (319 km in der gleichen Richtung), Kansas City in Missouri (268 km südlich), Nebraskas Hauptstadt Lincoln (228 km westsüdwestlich), Nebraskas größte Stadt Omaha (163 km westnordwestlich) und Sioux City (304 km nordwestlich).

## Verkehr

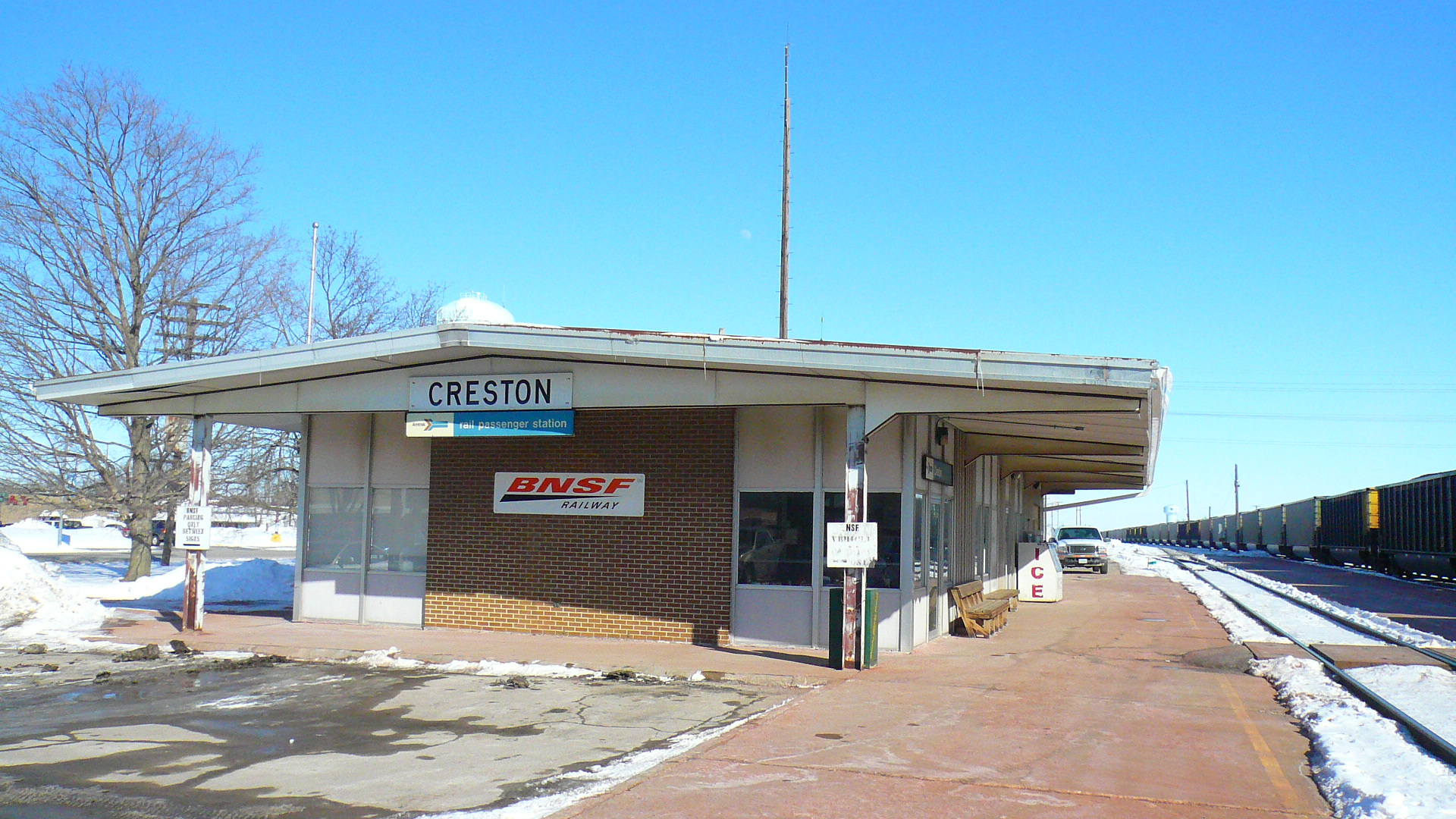
Die Amtrak-Station von Creston

Der U.S. Highway 34 verläuft in West-Ost-Richtung durch den Süden des Stadtgebiets von Creston und trifft südwestlich des Zentrums auf den Iowa Highway 25. Alle weiteren Straßen sind untergeordnete Landstraßen, teils unbefestigte Fahrwege sowie innerörtliche Verbindungsstraßen.
Eine Eisenbahnlinie für den Frachtverkehr der BNSF Railway führt in West-Ost-Richtung durch das Stadtgebiet von Creston. Diese Strecke wird auch vom von Chicago nach San Francisco verkehrenden Fernzug California Zephyr von Amtrak genutzt, der hier eine Station unterhält.
Mit dem Creston Municipal Airport befindet sich 5 km südlich des Stadtzentrums ein kleiner Flugplatz für Allgemeine Luftfahrt. Der nächste Verkehrsflughafen ist der Des Moines International Airport (119 km nordöstlich).

## Geschichte
Creston wurde im Jahr 1868 als Eisenbahnarbeitercamp der damaligen Burlington and Missouri River Railroad (in der BNSF Railway aufgegangen) gegründet. Benannt wurde es danach, dass sich hier der Scheitelpunkt (en: crest) der Strecke zwischen dem Missouri und dem Mississippi befand.
Im Jahr 1871 wurde die Siedlung als selbstständige Kommune inkorporiert.

## Bevölkerung
Nach der Volkszählung im Jahr 2010 lebten in Creston 7834 Menschen in 3378 Haushalten. Die Bevölkerungsdichte betrug 576 Einwohner pro Quadratkilometer. In den 3378 Haushalten lebten statistisch je 2,23 Personen.
Ethnisch betrachtet setzte sich die Bevölkerung zusammen aus 96,0 Prozent Weißen, 1,0 Prozent Afroamerikanern, 0,3 Prozent amerikanischen Ureinwohnern, 0,6 Prozent Asiaten sowie 0,8 Prozent aus anderen ethnischen Gruppen; 1,2 Prozent stammten von zwei oder mehr Ethnien ab. Unabhängig von der ethnischen Zugehörigkeit waren 2,3 Prozent der Bevölkerung spanischer oder lateinamerikanischer Abstammung.
23,1 Prozent der Bevölkerung waren unter 18 Jahre alt, 59,0 Prozent waren zwischen 18 und 64 und 17,9 Prozent waren 65 Jahre oder älter. 52,3 Prozent der Bevölkerung waren weiblich.
Das mittlere jährliche Einkommen eines Haushalts lag bei 38.482 USD. Das Pro-Kopf-Einkommen betrug 21.498 USD. 20,3 Prozent der Einwohner lebten unterhalb der Armutsgrenze.

## Bekannte Bewohner
- James W. McDill (1834–1894) – republikanischer Abgeordneter in beiden Häusern des US-Kongresses (1881–1883, 1873–1877) – lebte lange in Creston und ist hier beigesetzt
- Ernest R. Hall (1880–1959), Jurist und republikanischer Politiker – geboren in Creston
- Edward E. Miller (1880–1946) – republikanischer Abgeordneter des US-Repräsentantenhauses (1923–1925) – geboren und aufgewachsen in Creston
- Walter Cunningham (1932–2023) – Astronaut – geboren in Creston
- Marcia Wallace (1942–2013) – Schauspielerin und Synchronsprecherin – geboren und aufgewachsen in Creston
- John Robinson (* 1954) – Schlagzeuger – geboren in Creston
- Julee Cruise (1956–2022) – Sängerin – geboren in Creston